# Thomas Hayes (acteur)
Pour les articles homonymes, voir Hayes.
Thomas Hayes (né le 7 mars 1997 à Asker dans le comté d'Akershus) est un acteur norvégien. Il est connu pour son rôle de William Magnusson dans la série télévisée Skam dans laquelle il a joué depuis septembre 2015 jusqu’en 2017. Cette série est diffusée sur la chaîne NRK P3. Il est l'un des personnages principaux de la saison 2.

## Filmographie

### Cinéma
- 2017 : Fuck Fossils

### Télévision
- 2015-2017 : Skam
- 2016 : Svalan
- 2017 : Elven, la rivière des secrets
- 2018 : His Name is Not William[2]

## Clips musicaux
- Apparition dans le clip vidéo Ignite de K-391 & Alan Walker (feat. Julie Bergan & Seungri) sorti le 12 mai 2018.